# Zwijgen is geen optie
Zwijgen is geen optie (ZIGO) is Vlaamse podcast van Anthony Bosschem en Tom Mahy met diepte-interviews over actief en betrokken burgerschap.

## Geschiedenis

### 2016-17
In oktober 2016 publiceerden Bosschem en Mahy een interview met lingerie-ontwerpster Murielle Scherre op YouTube. Tussen november 2016 en juni 2017 volgden 21 portretten. Het vaderschap noopte hen naar eigen zeggen tot deze vraaggesprekken met 'mensen die begrijpen wat de grote problemen zijn maar zich daar niet door laten verlammen.' In april 2017 werd voor het eerst live geïnterviewd met publiek vanaf het stadsfestival URB in Brugge. 
| Datum            | Gast                                                                               | Missie                                       |
| ---------------- | ---------------------------------------------------------------------------------- | -------------------------------------------- |
| 18 en 25 oktober | Murielle Scherre                                                                   | La fille d'O                                 |
| 15 november      | Steven Desair kookt met restjes tegen voedselverspilling                           | Eatmosphere                                  |
| 24 november      | Saskia Van Nieuwenhove komt als ervaringsdeskundige op voor kwetsbare jongeren     |                                              |
| 12 januari       | Anniek Gavriilakis                                                                 | Bond zonder Naam                             |
| 19 januari       | Arnaud Raskin brengt school naar straatkinderen                                    | Mobile School                                |
| 26 januari       | Hans Claus (#1) ijvert als gevangenisdirecteur voor detentie op mensenmaat         | De Huizen                                    |
| 2 februari       | Tobias Leenaert doet ons minder vlees eten met empathie                            | Ethisch Vegetarisch Alternatief              |
| 9 februari       | Tom Cochez laat zich niet kennen als onderzoeksjournalist                          | Apache.be                                    |
| 16 februari      | Wouter Torfs is begaan met zijn werknemers                                         | Schoenen Torfs                               |
| 23 februari      | Paula Marckx was BAM, mannequin en journalist                                      | Marckx vs Belgium                            |
| 2 maart          | Thomas Goorden wil burgers doen meedenken én besturen in Antwerpen                 | StRaten-generaal                             |
| 9 maart          | Jozefien Daelemans (#1) maakt een waarachtig lifestyle magazine                    | Charlie Magazine                             |
| 16 maart         | Pascal Vandenhende ruilde de bank voor een eigen boekhandel                        | Theoria in Kortrijk                          |
| 23 maart         | Piet Colruyt koppelt geld met impact                                               | Colruyt                                      |
| 30 maart         | Ignace Schops 'Natuur is winstgevend'                                              | Nationaal Park Hoge Kempen                   |
| april            | ZIGO live op het stadsfestival URB in Brugge                                       | ZIGO live op het stadsfestival URB in Brugge |
| april            | Sophie Devolder en Sarah De Wulf over hergebruik van speelgoed en kinderkledij.    |                                              |
| april            | An Pauwels en Wietse Van Ransbeeck over verontwaardiging en digitale participatie. |                                              |
| 27 april         | Dirk Bryssinck geeft zware verslaafden een thuis                                   |                                              |
| 4 mei            | Jonathan Holslag bouwt een arena                                                   |                                              |
| 11 mei           | Alexia Leysen doet ons minder vlees eten                                           | Dagen Zonder Vlees                           |
| 18 mei           | Helena Gheeraert redt duizend ton groenten van de vuilnisbak                       | Wonky dip                                    |
| 1 juni           | Caro Lemeire rekruteert vluchtelingen als docent                                   |                                              |
| 15 juni          | Michael Van Peel maakt engagement plezant                                          | relevante comedy                             |
| 22 juni          | Maaike Eggermont bouwt haar eigen school                                           | Sudbury-onderwijs in Gent                    |

### 2017-18
Met dank aan het succes van de interviews met Muriel Scherre werd eind augustus een tweede seizoen aangekondigd. In november werden ZIGO's uitzendrechten bij wijze van statement op eBay te koop gezet voor televisiezenders omdat de makers merkten dat tv-kijkers geen YouTube kijken en YouTube-kijkers geen tv meer kijken. Eind 2017 richtten Anthony Bosschem en Tom Mahy een bvba op waarmee ze ook commerciële opdrachten aanvaarden. In januari 2018 riepen ze ZIGO-kijkers op tot een maandelijkse financiële bijdrage. In de nieuwsbrief werd telkens opgeroepen om mecenas te worden. 
| Datum        | Gast | Missie |
| ------------ | --- | --- |
| 6 september  | Walter Zinzen 'Doe dan iets' | Mondiale journalistiek voorbij de commercie |
| 14 september | Marjan Gryson 'Er is geen reden om iemand op te geven' | Touché vzw, ex-gedetineerden leren omgaan met agressie.                                                                                           |
| 27 september | Liesbeth Vlerick 'Dan doe ik het hier.' | Changemakers @ DOK Gent |
| 5 oktober    | Kurt Peleman 'Het gebrek aan zingeving is een systeemfout' | Positieve impact van geld na Artsen zonder Grenzen                                                                                                |
| 11 oktober   | Aline Muylaert 'Vele kleine dingen samen, dat is impact' | CitizenLab |
| 19 oktober   | Serge de Gheldere (#1) 'De tijd om toeschouwer te zijn is voorbij' | Klimaatzaak vzw |
| 26 oktober   | Jonas Geirnaert 'Economie moet ten dienste staan van de mens' | Neveneffecten van defaitisme |
| 8 november   | Steven Vromman 'Ik heb mijn best gedaan' | Low Impact Man |
| 15 november  | Dalilla Hermans (#1) 'Het kan niet anders dan beter gaan' | Begrip als wapen tegen racisme |
| 23 november  | Jeroen Vereecke 'Het zijn allemaal keuzes' | Robinetto |
| 29 november  | Nigel Williams 'Een grap is nooit vrijblijvend' | relevante stand-upcomedy |
| 7 december   | Bert Bernolet 'Ik moet winst maken.' | Zonnekiosken in Afrika |
| 14 december  | Nozizwe Dube 'En mijn toekomst dan?' | Vlaamse Jeugdraad |
| december     | ZIGO live over radicalisering op het Festival van de Gelijkheid in Gent | ZIGO live over radicalisering op het Festival van de Gelijkheid in Gent                                                                           |
| december     | Fatima Ezzarhouni, moeder van een Syriëstrijder, Koert Debeuf, die de Arabische lente 5 jaar ter plaatse volgde, en Stijn Devillé, die ter voorbereiding van een theaterstuk diep in de wereld van het links extremisme dook. | |
| december     | Debat tussen sp.a-politica Yasmine Kherbache en de jonge, conservatieve filosoof Othman El Hammouchi. | |
| 17 januari   | Rudi Vranckx 'Het loont, toch?' | Oorlogsverslaggeving |
| 24 januari   | Paulien Verhaest 'Hoe eerlijk mag ik zijn?' | Ecologische seizoensbloemen aan huis |
| 31 januari   | Bram Pauwels 'Kernenergie is niet concurrentieel' | Warmtedistributie in Oostende |
| 8 februari   | Farah Laporte 'Dat is te traag' | interimkantoor voor vluchtelingen |
| februari     | ZIGO live over het middenveld als 'lobby voor een betere wereld' met de Verenigde Verenigingen (opname in december op Festival van de Gelijkheid)                                                                             | ZIGO live over het middenveld als 'lobby voor een betere wereld' met de Verenigde Verenigingen (opname in december op Festival van de Gelijkheid) |
| februari     | Alle middelen zijn goed voor politieke invloed met Peter Wouters van beweging.net en Geert Six van de sociaal-artistieke werkplaats Unie Der Zorgelozen.                                                                      | |
| februari     | Hoe maak je klein verzet groot? met Barbara Janssens van Netwerk Bewust Verbruiken en Dirk Van de Poel van TransitieNetwerk Middenveld.                                                                                       | |
| februari     | We wachten niet langer over vechtlust en vastberadenheid met Bie Vancraeynest van Demos vzw en Landry Mawungu van het Minderhedenforum.                                                                                       | |
| 1 maart      | Bleri Lleshi 'Ik heb mijn hart gevolgd' | |
| 7 maart      | Benjamin Gérard 'Dan kan je werken ook' | Rising You(th), klimcursus voor jonge vluchtelingen als opstap naar werk.                                                                         |
| 21 maart     | Ankie Vandekerckhove 'Dat is mijn bijbel' | Kinderrechten |
| 28 maart     | Josse De Pauw 'De vrijheid, niet het geld' | Het vrije woord |
| 18 april     | Nic Balthazar 'We zijn vaders' | Klimaatstrijd |
| 3 mei        | Fatih De Vos 'Ik ben een geboren brug' | |
| 16 mei       | Geertrui Serneels 'Het leven is nonsensicaal' | Solentra |
| 23 mei       | Koert Debeuf 'Problemen zijn nooit te groot' | |
| 30 mei       | Bogdan Vanden Berghe & Mohamed El Khalfioui 'Het voordeel van een rechtse regering' | Mondiaal bewustzijn via 11.11.11 & Kif Kif |
| 6 juni       | Sophie D'Hulster 'Gewoon naar huis' | vzw Humain neemt politici mee naar vluchtelingenkampen                                                                                            |
| 13 juni      | Rein Antonissen & Yves Kabwe Kazadi 'Ondanks de overheid' | Vluchtelingenwerk Vlaanderen & CityPirates |
| 20 juni      | Sofie Foets 'Alle hens aan dek' | ToekomstATELIERdelAvenir |
| 20 juni      | Ann Demeulemeester & Paul Callewaert 'Met dezelfde rechten' | Familiehulp & Socialistische Mutualiteiten |

### 2018-19
In september 2018 waren de 50 diepte-interviews en enkele ZIGO live sessies met wereldverbeteraars op YouTube zo'n 1,5 miljoen keer bekeken dankzij een community van zo’n 5.000 gelijkgestemde zielen, waaronder ook knack.be, charliemag.be, hln.be, mo.be en humo.be. Financieel was het evenwel niet houdbaar met de maandelijkse steun van 10 à 50 euro door 220 mecenassen en sporadische eenmalige giften van duizenden euro's.
Een betaalmuur werd ingesteld voor nieuwe interviews waarbij de helft van de kijkersbijdragen werden overgemaakt aan het project van de geïnterviewde. De audiointerviews bleven wel gratis beschikbaar als podcast via onder meer SoundCloud. Deze doorstart is mede mogelijk gemaakt door 80.000 euro persoonlijke schenking van Piet Colruyt. Naast een grotere sociale impact beoogt deze werkwijze ook een groter bereik dankzij promofilmpjes, podcasts en een maandelijkse live interviewsessie in het Gentse zalencomplex De Vooruit. Betalende kijkers beslissen mee wie wordt geïnterviewd. Op basis van rapporten van de Organisatie voor Economische Samenwerking en Ontwikkeling, het Internationaal Monetair Fonds en Eurostat worden de meest urgente problemen voor België onderzocht waarna kijkers kunnen kiezen uit een lijst met mensen die hiervoor oplossingen aandragen. Sinds 9 november is ook de nieuwsbrief voor niet-betalende kijkers verdwenen, hoewel die sporadisch nog worden gevraagd mecenas te worden.
| Datum              | Gast                                                                            | Missie                                            |
| ------------------ | ------------------------------------------------------------------------------- | ------------------------------------------------- |
| 20 september       | Piet Grymonprez 'Leren dat de wereld maakbaar is'                               | MyMachine maakt technisch onderwijs aantrekkelijk |
| 18 oktober         | Anneleen De Bonte maakt pensioensparen duurzaam                                 | FairFin                                           |
| 23 november        | Theo Vaes bouwt een schaalbare oplossing voor armoede                           | ArmenTeKort                                       |
| 27 november        | Ingrid De Jonghe maakt jongeren weerbaar met gratis therapie                    | TEJO                                              |
| 6 december         | Stijn Van Hoestenberghe kweekt duurzame vis                                     | Omegabaars                                        |
| 13 tot 15 december | ZIGO live op het Festival van de Gelijkheid                                     | ZIGO live op het Festival van de Gelijkheid       |
| 13 tot 15 december | klimaat: Myleen Verstraete van Waste2wear en Stefaan De Wildeman van B4plastics |                                                   |
| 13 tot 15 december | burgerschap: Assita Kanko en Steven Vromman                                     |                                                   |
| 13 tot 15 december | mensenrechten: advocaat Zouhaier Chihaoui en auteur Ico Maly.                   |                                                   |
| 9 januari          | Pepijn Kennis ziet leegstand in Brussel als een kans                            | Toestand vzw                                      |
| 16 januari         | Ingrid Verduyn 'Ik help veroordeelde jongeren aan een job'                      | Make It Work                                      |
| 23 januari         | Patrick Doyen 'Water verpakken en vervoeren is totaal zinloos'                  | De Leiding na 25 jaar in de drankenhandel         |
| 30 januari         | An Beazar maakt het klimaat redden winstgevend                                  | Enprove                                           |
| 6 februari         | Bart Weetjens 'Mentaal welzijn is fundamenteel'                                 | Apopo                                             |
| 15 maart           | Tobias Leenaert verschilt proper van mening (reünie)                            | Ethisch Vegetarisch Alternatief                   |
| 27 maart           | Koen Verwee 'Kan een CEO ook activist zijn?'                                    | Sign for my Future                                |
| 3 april            | Joris Hessels 'Het is zo geruststellend om niets te moeten vinden'              | Radio Gaga                                        |
| april              | Manon Janssen 'Zo kunnen we met innovatie klimaatverandering stoppen'           |                                                   |
| 4 mei              | Cliff Ophalvens: Opgepast voor de witteboordactivist                            | Kandabis.be                                       |
| 8 mei              | Jozefien Daelemans (#2) 'The future is female'                                  | Charlie Magazine                                  |
| 15 mei             | Hans Claus (#2) 'De afhankelijkheid, niet de groei'                             | De Huizen                                         |
| 24 mei             | Marc Cosyns 'We zijn altijd te laat'                                            | Patiëntenrechten en euthanasie                    |
| 7 juni             | Youssef Kobo 'In België mag je niet ambitieus zijn'                             |                                                   |
| 12 juni            | Marleen Temmerman 'Je moet ook gelijk krijgen'                                  |                                                   |
| 20 juni            | Dalilla Hermans (#2) strijdt voor diverse rolmodellen (reünie)                  |                                                   |

### 2019-20
In maart 2020 werden alle interviews tijdens de afzondering van de coronacrisis in België opnieuw publiek gemaakt op YouTube. In de lockdown waren fysieke ontmoetingen verboden, waardoor de Grote vragen-reeks ontstond, een inhoudelijke compilatie van eerdere interviews rond een bepaald thema.
| Datum        | Gast                                                                         | Missie                         |
| ------------ | ---------------------------------------------------------------------------- | ------------------------------ |
| 5 september  | David Van Reybrouck 'Wij zijn geen gezond land'                              | Geschiedenis levend maken      |
| 11 september | Jonas Malisse 'Er is voldoende voedsel'                                      | Too good to go                 |
| 18 september | Olivia Umurerwa Rutazibwa 'Racisme dient een doel'                           | Neokolonialisme aankaarten     |
| 25 september | Alexander Devriendt 'Zinloosheid is een nulpunt'                             | Ontroerend Goed                |
| 2 oktober    | Hetty Helsmoortel 'Wie willen we zijn'                                       | CRISPR                         |
| 9 oktober    | Dimitri Antonissen wil polarisering uit de wereld helpen                     | Het Laatste Nieuws             |
| 16 oktober   | Peter De Graef 'Ik ben mijn verleden niet'                                   | Theater                        |
| 23 oktober   | Khalid Benhaddou 'Laat mij dat kind zijn'                                    | El Fath-moskee (Gent)          |
| 6 november   | Stefan Hertmans 'Daar begint de moraal'                                      | Literatuur                     |
| 13 november  | Magaly Rodriguez Garcia 'Wie mij vreemd vindt, kan enkel een kennis zijn'    |                                |
| 20 november  | Hans Bourlon 'Het gaat altijd over mensen'                                   | Studio 100                     |
| 27 november  | Rutger Bregman 'We zijn ons eigen cynisme zat'                               | Eerlijke belastingen           |
| 4 december   | Rashif El Kaoui 'Dit is mijn rol in dit tijdsgewricht'                       |                                |
| 11 december  | Loic De Canniere 'Je moet met de botten in het slijk gaan staan'             | Microfinanciering              |
| 18 december  | Randall Casaer 'Je bent gemaakt om te drijven'                               |                                |
| 8 januari    | Francesca Vanthielen 'Ik wil niet in een verniste wereld leven'              | Klimaatzaak vzw                |
| 15 januari   | Pieter Boussemaere: 'De verantwoordelijkheid van de rijken is verpletterend' | Klimaatgeschiedenis            |
| 22 januari   | Anaïs Van Ertvelde: 'Het mag niet moeilijk zijn'                             | Lichamelijke rechten           |
| 30 januari   | Luk Vanmaercke: 'Het is ok om gewoon te zijn'                                | Kerk & Leven                   |
| 5 februari   | Uus Knops: 'Zwijgen is ok'                                                   | Beter omgaan met rouw          |
| 13 februari  | Charlotte Prové: 'Minderen is bevrijdend'                                    | Stadslandbouw en korte keten   |
| 20 februari  | Rachida Lamrabet: 'Mensen zijn niet normaal'                                 | Schrijven na Unia              |
| 4 maart      | Julie Cafmeyer: 'Zorgen we nog voor elkaar?'                                 | Theater en publiek werk        |
| 11 maart     | Marian Donner: 'Het probleem ligt hoger'                                     |                                |
| 25 maart     | Maxim Februari 'Noblesse oblige'                                             | de onbestaande homo economicus |
| 1 april      | Meryem Kanmaz: Zonder strijd is niets verworven                              | Islam in België                |
| 15 april     | Grote vragen - Zijn we druppels op een hete plaat?                           |                                |
| 29 april     | Grote vragen - Hoe veranderen we het systeem?                                |                                |
| 13 mei       | Grote vragen - Wat als het niet lukt?                                        |                                |
| 27 mei       | Grote vragen - Moeten we in de politiek?                                     |                                |
| 10 juni      | Grote vragen - Hoe vrij zijn wij?                                            |                                |
| 24 juni      | Frans De Clerck 'Wie gaat dat betalen?'                                      | Triodos Bank België            |
| 8 juli       | Damya Laoui 'Ik heb nog niets gedaan'                                        |                                |
| 22 juli      | Benjamin Verdonck 'Hoe het zou kunnen zijn'                                  |                                |
| 5 augustus   | Katleen Gabriëls 'Filosofie is leren sterven'                                | Leven met technologie          |
| 19 augustus  | Sigrid Bousset 'Minder maar dieper'                                          | Geld voor cultuur              |

### 2020-21
| Datum        | Gast                                                         | Missie                    |
| ------------ | ------------------------------------------------------------ | ------------------------- |
| 2 september  | Angelique Van Ombergen 'De mensheid op haar tippen'          |                           |
| 16 september | Bert Roebben 'Geloven is een keuze'                          |                           |
| 30 september | Thomas Hertog (#1) 'De mens terug in het midden'             |                           |
| 14 oktober   | Thomas Leysen 'We hebben iedereen nodig'                     |                           |
| 28 oktober   | Karine Van Doninck 'Ik wil een voorzet zijn'                 |                           |
| 11 november  | Serge de Gheldere (#2) 'De schop in de grond'                | Klimaatzaak vzw           |
| 25 november  | Christophe Busch 'Relaties smeed je in vredestijd'           | Hannah Arendt Instituut   |
| 16 december  | Marjan Doom 'Waarom moet wetenschap geld krijgen?'           |                           |
| 6 januari    | Thijs Van de Graaf 'Macht en waarden'                        |                           |
| 20 januari   | Philip Brinckman 'De markt is het onderwijs binnengedrongen' | Commissie beter onderwijs |
| 3 februari   | Fleur Pierets 'Vind je mij naïef?'                           |                           |
| 17 februari  | Geert De Jaeger 'We zijn als Goden'                          |                           |
| 3 maart      | Lionel Devlieger 'De tanker bijsturen'                       |                           |
| 17 maart     | Jeroen Olyslaegers 'De liefde ondanks alles'                 |                           |
| 24 maart     | Wannes Cappelle 'Ontferm u'                                  |                           |
| 21 april     | Naima Charkaoui 'Niet in mijn naam'                          |                           |
| 28 april     | Marieke De Maré 'Verlangen naar ontroostbaarheid'            |                           |
| 19 mei       | Wim Claeys 'Dat zijn onze woorden'                           |                           |
| 2 juni       | Yassine Boubout 'Dat is ook straffeloosheid'                 |                           |
| 16 juni      | Ish Ait Hamou 'Vertrouw dat je niet alleen bent'             |                           |

### 2021-22
| Datum        | Gast                                                  | Missie |
| ------------ | ----------------------------------------------------- | ------ |
| 8 september  | Mohamed Barrie 'Ik kies ervoor mens te zijn'          |        |
| 22 september | Nadia Fadil 'Niet elk debat is een beschavingsoorlog' |        |
| 17 november  | Jaouad Alloul 'Een beetje beleefdheid'                |        |
| 1 december   | Jozefien Mombaerts 'Dit is de stem van velen'         |        |
| 16 december  | Jihad Van Puymbroeck 'Strijden voor het goede'        |        |
| 29 december  | Lynn Formesyn 'Ik mag niet te gezond lijken'          |        |
| 12 januari   | Stijn De Roo 'De ultieme puzzel'                      |        |
| 26 januari   | Saar Depuydt 'Ik heb u gezien'                        |        |
| 16 februari  | Matthias Vermael 'Hoe creëer je een utopie?'          |        |
| 2 maart      | Chris Van Lysebetten 'Het is als bloemen planten'     |        |
| 11 mei       | Dilara Bilgiç 'Je moet het leven'                     |        |
| 9 juni       | Joris Luyendijk 'De geest is uit de fles'             |        |